# Bruzelia diodon
Bruzelia diodon är en kräftdjursart som beskrevs av K. H. Barnard 1916. Bruzelia diodon ingår i släktet Bruzelia och familjen Synopiidae. Inga underarter finns listade i Catalogue of Life.